# Heinrich Stauffer

Heinrich Stauffer

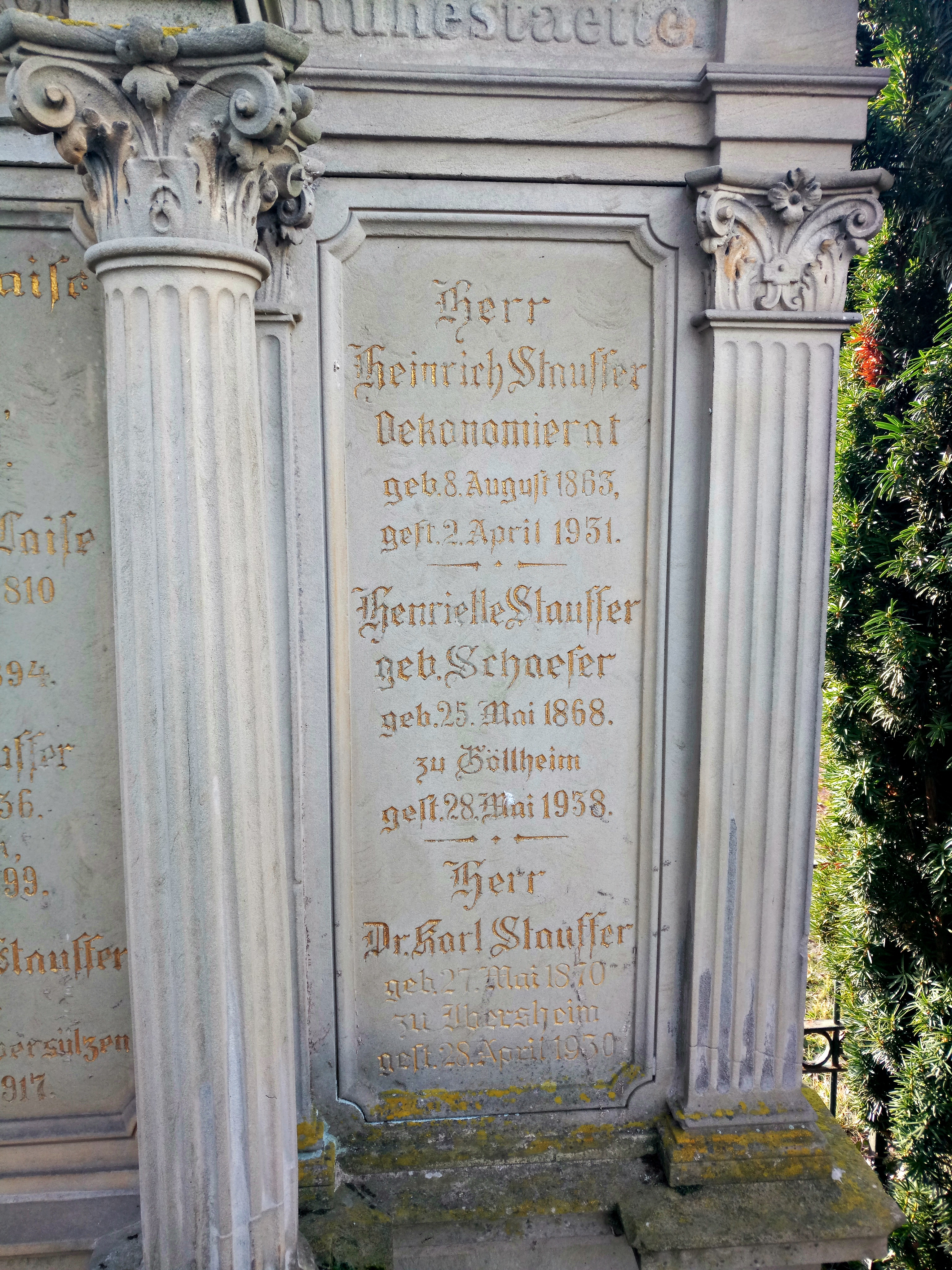
Grabstätte Friedhof Obersülzen

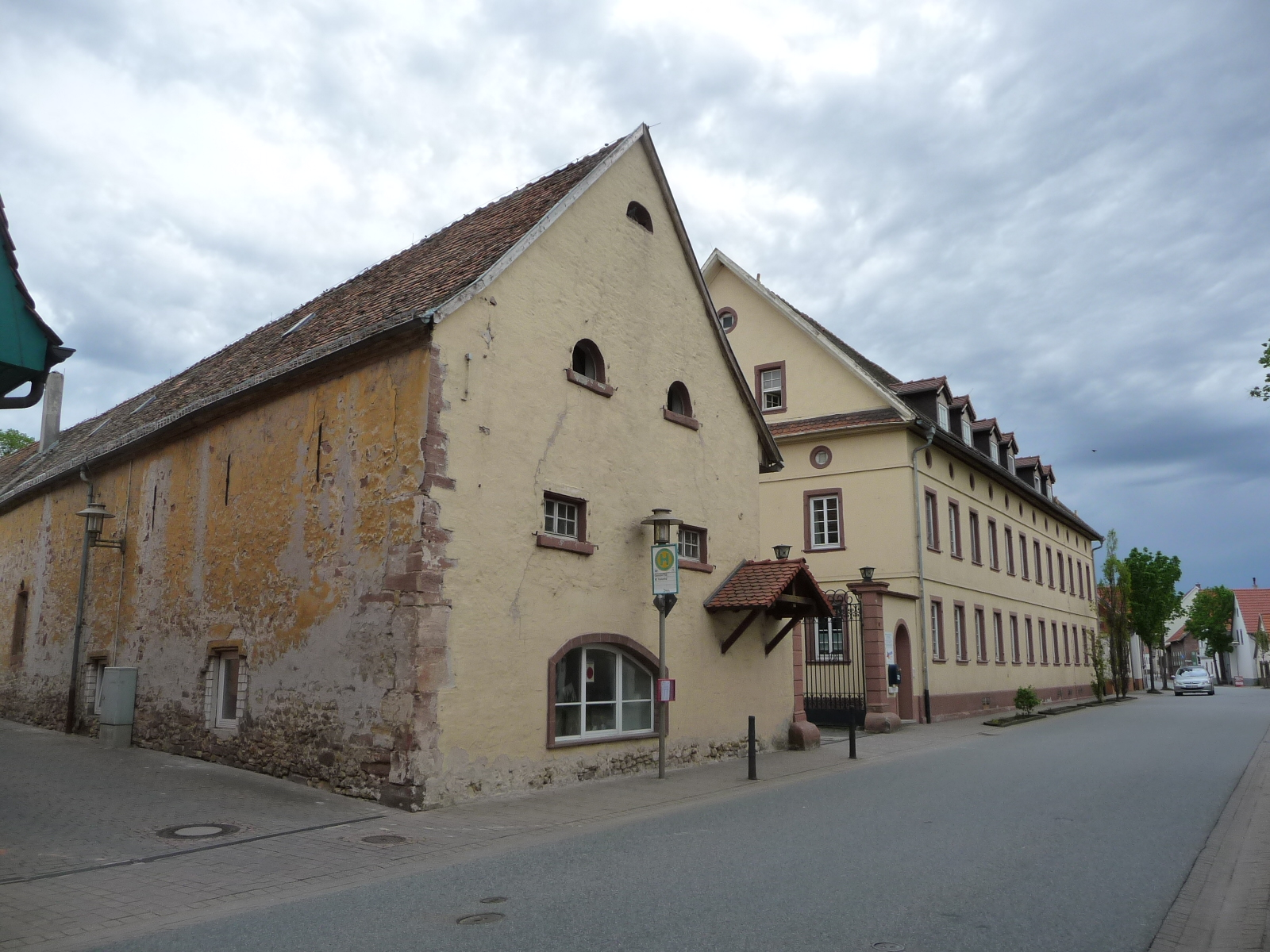
Ehem. Hofgut Stauffer

Heinrich Stauffer (* 8. August 1863 in Obersülzen; † 2. April 1931 ebenda) war Gutsbesitzer und Mitglied des Deutschen Reichstags.

## Leben
Stauffer war Mennonit, er wurde geboren als Sohn des aus Ibersheim stammenden Landwirtes Johannes Stauffer V. und seiner Ehefrau Babette geb. Laise, deren Familie das Hofgut in Obersülzen gehörte. Der Junge erhielt Privatunterricht bis 1874 und besuchte dann das Kaiserlich Lyceum zu Metz bis 1880. Heinrich Stauffer genügte 1881/82 seiner Militärpflicht im 1. Hessischen Husaren-Regiment Nr. 13. Nach seiner Ausbildung als Landwirt übernahm er 1893 das elterliche Gut in Obersülzen. Aus seiner Ehe mit Henriette geb. Schäfer ging u. a. der Sohn und Gutserbe Karl Stauffer (1898–1949) hervor.
Heinrich Stauffer fungierte als stellvertretender Landesvorsitzender des Bundes der Landwirte, Abteilung Pfalz und trug den Ehrentitel Ökonomierat. Eine seiner Züchtungen war die sogenannte Stauffers Obersülzer Gerste, eine landesweit vertriebene Braugerste. Ihr wurde 1914, auf der Deutschen Gersten- und Hopfenausstellung in Berlin, der 1. Preis zuerkannt. Auf der Braugersten-Ausstellung in Worms 1950 erhielt die Gerste des Hofguts Stauffer den Staatspreis des Ministers für Ernährung, Landwirtschaft und Forsten Rheinland-Pfalz. Auch die beiden Zuchthafersorten Stauffers Obersülzener Gelb und Stauffers Obersülzener Weiß erlangten überregionale Bekanntheit.
Von 1903 bis 1912 gehörte Heinrich Stauffer für den Wahlkreis Pfalz 5 (Homburg, Kusel) und den Bund der Landwirte, als Abgeordneter dem Deutschen Reichstag an.
Wegen einer chronischen Erkrankung ließ er sich in Italien von Cesare Mattei elektrohomöopathisch behandeln, wodurch sein jüngerer Bruder, der Arzt Karl Stauffer (1870–1930), erstmals mit dieser Heilmethode in Kontakt kam und zu einem bekannten deutschen Homöopathen wurde.